# Бомба Мирослав Ярославович
Бомба Мирослав Ярославович (нар. 5 квітня 1955, с. Голошинці Підволочиського району Тернопільської області, Україна) — український вчений у галузі землеробства, агроекології та екології, доктор сільськогосподарських наук (1996), професор (2001), академік Академії наук вищої школи України (2024), заслужений діяч науки і техніки України (2016)

## Життєпис
Закінчив із відзнакою агрономічний факультет Львівського сільськогосподарського інституту (1981).
У 1981 — головний агроном колгоспу «Перше травня» Підволочиського району Тернопільської області.
Від 1985 р. — аспірант кафедри загального землеробства, від 1988 — молодший науковий співробітник, асистент, старший викладач, доцент кафедри загального землеробства Львівського сільськогосподарського інституту.
Від 1993 — проректор з наукової роботи Львівського державного сільськогосподарського інституту (пізніше аграрного університету), Від 2001 — професор кафедри загального землеробства того ж вишу.
Від 2006 — проректор з наукової роботи і туризму, від 2008 — завідувач кафедри оздоровчого харчування, екології і безпеки туризму Львівського інституту економіки і туризму (ЛІЕТ).
Від 2021 — професор кафедри готельно-ресторанної справи та харчових технологій Львівського національного університету імені Івана Франка. 

## Наукова діяльність
У 1988 році захистив кандидатську дисертацію на тему «Продуктивність вико-вівсяно-райграсової сумішки залежно від глибини, способу обробітку ґрунту і удобрення в Західному Лісостепу Української РСР» (наук. кер., проф. Бегей С.В.). Від 1994 — доцент. У 1996 році захистив докторську дисертацію на тему «Агроекологічні основи обробітку ґрунту в західному Лісостепу України» (консультанти: проф. Бегей С.В. і проф. Томашівський З.М.). Від 2001 —професор.
Здійснював керівництво двома науковими проектами в рамках державних програм, які виконувалися на замовлення Міністерства аграрної політики України. Брав участь у Міжнародному українсько-німецькому науково-дослідницькому проекті під егідою ЮНЕСКО «Трансформаційні процеси в басейні Дністра» (2003-2006рр.) з розв’язання соціальних та екологічно-економічних проблем Карпатського регіону України.
Очолював спеціалізовану вчену раду у Львівському державному аграрному університеті за спеціальностями: агрохімія, загальне землеробство, рослинництво, селекція та насінництво. Був  членом спеціалізованої вченої ради Уманського національного університету садівництва за спеціальностями: фізіологія рослин, мікробіологія і загальне землеробство. 
М.Я. Бомба — член Ради проректорів з наукової роботи вищих навчальних закладів та директорів наукових установ МОН України (2006-2008рр.)
Тривалий час був заступником головного редактора «Вісника Львівського державного аграрного університету», членом редколегії журналів «Вільний аграрник», «Агробіологія та екологія», міжвідомчого тематичного наукового збірника Закарпатського АПВ НААН України «Проблеми агропромислового комплексу Карпат», міжнародного періодичного наукового збірника «Інтегроване управління водними ресурсами», «Вісника Львівського інституту економіки і туризму», членом редакційної колегії Львівського вісника: серія географічна, а також низки матеріалів міжнародних, всеукраїнських і регіональних конференцій. 
Набував досвіду з розвитку сільського господарства та охорони навколишнього природнього середовища в країнах Австрії, Німеччини, Бельгії, Нідерландах, Польщі і Чехії.
Наукові інтереси зосереджені в галузі загального та біологічного землеробства, охорони навколишнього природного середовища та виробництва екологічно-безпечних продуктів харчування.
1 грудня 2024р. обраний дійсним членом (академіком) Академії наук вищої школи України.

## Науковий доробок
Результати наукового доробку опубліковано в 450 наукових і навчально-методичних працях, зокрема в: 1 підручнику з грифом МОН України; 9 навчальних посібниках з грифом Міністерства агропромислової політики України, 1 навчальному посібнику з грифом МОН України і 4 навчальних посібниках за рішенням вченої ради ВНЗ, 10 монографіях; 3 довідниках і більш як у 20 брошурах і рекомендаціях, статтях з різних проблем АПК, безпеки та якості продуктів, оздоровчого харчування, розвитку сільського туризму та охорони довкілля у міжнародних та вітчизняних журналах, збірниках наукових праць, а також низці праць навчально — методичного характеру. Учений є автором публікацій про знакові історичні постаті науки та освіти. Увага до вшанування  наукових традицій втілилися у проєкті буклету – Львівський державний аграрний інститут: до 140-річчя з дня заснування, а також у сприянні та забезпеченні видання двох книг: Дубляни - історія аграрних студій 1986-1946 рр.  і 1946-1996 рр. Мирослав Бомба публікує краєзнавчу працю, присвячену його малій батьківщині — селу Голошинці.

## Головні праці
Монографії :
• Наукові та прикладні аспекти біологічного землеробства: монографія. Львів: Українські технології, 2004. 232с.;
• Наукові та прикладні аспекти обробітку ґрунту в сучасному землеробстві: монографія. Львів: Сполом, 2007. 172с.;
• Transformation processes in the Western Ukraine : Concepts for a sustainablt land ust /  А. Bitter, М. Bomba, I.Kruhlov, Y.Tsarik // Weisensee Verlag. Berlin, 2008.  S.185-195, 393-413.
• Організація сільськогосподарського використання земель  на ландшафтно - екологічній основі: монографія; за ред. П. Г. Казьміра.  Львів: Сполом, 2009. 254с. (у співав. Казьмір П. Г., Стойко Н. Є., Дроздяк М. В. та ін.);
• Екологічні аспекти формування та розвитку стратегії забезпечення продовольчої безпеки. Продовольча безпека країни: стан та перспективи зміцнення: монографія; керівник авт. колективу проф. Р. І. Тринько. Львів: Льв. ДУВС, 2011. С.255-268 (у співавт. Бомба М. І.);
• Екологічні проблеми ґрунтів, їх моніторинг та охорона // Управління еколого-економічною безпекою країни: монографія / За загальною ред. академіка НААНУ Р. І .Тринька. Львів: Ліга – Прес, 2012.  С.167 -174 ( у співав. Бомба М.І.);
•  Сучасні проблеми та тенденції з розвитку оздоровчого харчування, безпеки та якості продуктів: колективна монографія; за ред. доктора с.-г. н., професора Бомби М. Я. Львів: ЛІЕТ, 2013. 267с.
• Environmental problems of water resources and ways of their rational use // Wybrane zagadnienia  Rolnictwa i ekologii:   Monografia. Opole, 2016. S.14-19 (іn co-author. Lototska-Dudyk U. B.);
• Технології продуктів оздоровчого харчування: монографія; за заг. ред. д-с.-г. наук, проф. М.Я. Бомби. Львів: ЛНУ імені Івана Франка, 2023. 338с.
• Екологічність і безпечність сировинного ресурсу харчових аиробництв: монографія / [М.Я. Бомба, І.Г. Пандяк, Л.О. Федина та ін]; за заг. ред. д-с.-г. наук, проф. М.Я. Бомби. – Львів: ЛНУ імені Івана Франка., 2025. –372с.
Підручники  і посібники :
• Наукові і практичні основи обробітку ґрунту: навч. посіб. з грифом Мінагрополітики.  Ів.-Франківськ: Галичина, 1993.148с. (у співавт. Томашівський З. М.);
• Система рільництва сільського господаря: навч.посібн. з грифом Мінагрополітики. Львів: ЛДСГІ, 1995.185с (Бегей С.В., Бегей С.С.).
• Землеробство з основами грунтознавства, агрохімії та екології: навч.посібн. з грифом Мінагрополітики. Львів: ЛДСГІ, 1995. 457с. (Періг Г.Т.);
• Ерозія і дефляція та заходи боротьби з ними: навчальний посібник з грифом Мінагрополітики. Біла Церква: Білоцерківська книжкова фабрика, 2001. 391 с. (у співавт. Примак І. Д., Вахній С. П, Тимощук О. С. та ін.);
• Механічний обробіток ґрунту в землеробстві: навч. посіб. з грифом Мінагрополітики. Біла Церква: Б. Церківська книжкова фабрика, 2002. 320с. (у співавт. Примак  І. Д., Рошко В. Д, Гудзь В. П. та ін.);
• Практикум із землеробства: навч. посіб. з грифом Міністерства агропромислової політики. Київ: Мета, 2003. 320 с. (у співавт. Кравченко М. С., Томашівський З. М., Періг Г. Т., та ін.);
• Землеробство з основами ґрунтознавства, агрохімії та агроекології: навч. посіб. з грифом Мінагрополітики. Київ: Урожай, 2003. 400 с. (у співавт. Періг Г. Т., Патика В. П., Рижук С. М. та ін.);
• Системи землеробства: історія їх розвитку і наукові основи:  підручник з  грифом МОН. Біла Церква: Білоцерківська книжкова фабрика, 2004. 528с. (у співавт. Примак І. Д., Вергунов В. А., Рошко В. Г., та ін.);
• Землеробство з основами екології, ґрунтознавства та агрохімії: навч. посіб. з грифом МОН. Київ: Аграрна наука, 2011. 492с. (у співавт. Петриченко В. Ф.,  Патика М. В., Періг Г.Т. та ін.);
• Екологія з основами екологічного туризму: навч. посіб. Львів: Ліга–Прес, 2016.  318с. (у співавт. Паньків Н. Є.);
• Загальні технології харчових виробництв: навч. посіб.; за заг. ред. доктора с.-г. н., професора М.Я. Бомби. Львів: Ліга –Прес, 2018. 410с. (у співавт. Джурик Н.Р.-Й., Дячок В.В. та ін.);
• Екологічність і безпечність продуктів харчування: навч. посіб. Львів: Сполом, 2022. 204с.
• Вступ до спеціальності «Харчові технології»: навч. посіб. Львів: Сполом, 2023. 300 с.
Краєзнавство, видатні постаті :
• Бегей Семен Васильович. Енциклопедія Сучасної України [Електронний ресурс] / Редкол. : І. М. Дзюба, А. І. Жуковський, М. Г. Железняк [та ін.] ; НАН України, НТШ. Київ : Інститут енциклопедичних досліджень НАН України, 2003. https://esu.com.ua/article-41448.
• Голошинці – село Подільського краю. Львів: Край, 2012. 116с.
• Стежками духовних скарбниць і цілющих джерел Жовківщини. Вісник ЛІЕТ. 2015. №10. С.229-238.
• Мальовничими і духовними стежками Поділля. Краснопуща – колиска мого дитинства: Роман Тринько. Львів: Ліга – Прес, 2017. С.54-59.(у співавт.  М.І.Бомба )
• Людяність – його кредо: книга спомин на пошану Романа. Львів: Ліга – Прес, 2019. 201с.( М.Є. Стадник, М.Я. Бомба, О.І. Ревак).
• Золотоколосе Поділля їй припало до душі. Газета: «Вільне життя» від 09.02.22р. Тернопіль. 2022. №10. С.11
•  Життєвий і творчий ужинок  фундатора хліборобської науки та освіти. До 115-річчя члена-кореспондента НАН України Г. С. Кияка, Вісник НАН України, 2025. №1. С.83-89. ( у співавт. М.І. Бомба, С.Я. Коць) doi: https://doi.org/10.15407/visn2025.01.083

## Відзнаки та почесні звання
Нагороджений грамотою Західного наукового центру НАН України і МОН України, грамотами Тернопільської і Львівської обласних рад, Почесною грамотою Львівської обласної державної адміністрації, грамотою і ювілейною медаллю ЛНАУ, грамотою і ювілейною медаллю УНУС та ювілейною медаллю «Т. Г. Шевченко — 200 років з дня народження», подяка ректора Львівського національного університету імені Івана Франка (27 бер. 2025).
Указом Президента України за №276/2016  від   28 червня 2016 року присвоєно почесне звання «Заслужений діяч науки і техніки України».